# Bindungsenergie (Chemie)
| Bindungsenergie von Methan |               |                           |
| Reaktion                   | ΔE (kJ·mol−1) | Anmerkung                 |
| CH4 → •CH3 + H•            | 421           | tetraedrisch (sp3-Hybrid) |
| CH3 → •CH2 + H•            | 470           | trigonal (sp2-Hybrid)     |
| CH2 → •CH + H•             | 415           |                           |
| CH → C• + H•               | 335           |                           |
| CH4 → C• + 4 H•            | 410           | mittlere Energie (ΔĒ)     |

Als (mittlere) Bindungsenergie oder  Bindungsenthalpie (auch Bindungsdissoziationsenthalpie, Bindungsspaltungsenergie, Atomisierungsenthalpie, Dissoziationsenergie oder Valenzenergie) wird in der Chemie die Menge an Energie bezeichnet, die aufgewendet werden muss, um die kovalente Bindung zwischen zwei Atomen eines Moleküls vollständig zu spalten. Dabei muss zwischen der homolytischen und heterolytischen Bindungsenergie unterschieden werden. Bei einer homolytischen Spaltung bilden sich zwei Radikale, wogegen bei einer heterolytischen Spaltung ein Kation und ein Anion entstehen. Die Energie wird meist in Joule pro Mol der Verbindung angegeben und beschreibt die Festigkeit der Bindung. Werden alle Bindungen dissoziiert, spricht man von Atomisierungsenergie oder Atomisierungswärme, die die Gesamtbindungsenergie einer Verbindung ist. Die molare Bindungsenergie von Ionenkristallen wird unter Gitterenergie beschrieben.
Die Bindungsenergie unterscheidet sich von der Standardbildungsenthalpie, die von Reaktionen aus den Elementen in ihrer stabilen Form ausgeht. Die Bindungsenergie einer homolytischen Spaltung ist ein Teil der Bindungsenergie der heterolytischen Spaltung. Diese setzt sich aus der homolytischen Bindungsenergie, aus der Ionisierungsenergie des einen Radikals und der Elektronenaffinität des anderen Radikals zusammen und wird damit deutlich größer. In der Physik wird unter der Bindungsenergie meist die Bindungsenergie eines Elektrons an das Atom oder die Bindungsenergie des Atomkerns in sich verstanden, siehe Bindungsenergie.
Die wirkliche Festigkeit (wahre oder auch intrinsische Bindungsenergie) lässt sich experimentell nicht bestimmen, da die Bruchstücke u. a. die Anordnung ihrer Bindungspartner (bei Molekülen, die aus mehr als zwei Atomen bestehen) und ihre elektronische Struktur verändern. Einige Trennungsenergien lassen sich experimentell in Einzelschritten bestimmen (siehe Beispiel Methan), andere Trennungsenergien werden aus vorhandenen Daten rechnerisch abgeschätzt. Zur Abschätzung werden bekannte mittlere Bindungsenergien verwendet. Da die intrinsischen Bindungsenergien für das Verständnis der Chemischen Bindung von Bedeutung sind, wurden theoretische Ansätze zu ihrer Ermittlung vorgeschlagen (siehe Intrinsische Bindungsenergien).
Die Größe der Bindungsenergie hängt unter anderem von der Bindungslänge (je länger desto niedriger), der Polarität der Bindung (polare Atombindungen sind schwerer zu spalten als unpolare) und der Art der Bindung (Einfachbindung lässt sich leichter als eine Doppelbindung und diese wiederum leichter als eine Dreifachbindung spalten) ab.

## Tabelle
| Halogene untereinander |     |     |
| Bindung                | ΔH  | d   |
| F–F                    | 159 | 142 |
| Cl–Cl                  | 242 | 199 |
| Br–Br                  | 193 | 228 |
| I–I                    | 151 | 267 |
| Br–Cl                  | 219 | 214 |
| Br–F                   | 249 | 176 |
| Br–I                   | 178 |     |
| Cl–F                   | 253 | 163 |
| Cl–I                   | 211 | 232 |

| mit Wasserstoff |     |     |
| Bindung         | ΔH  | d   |
| H–C             | 413 | 108 |
| H–O             | 463 | 97  |
| H–N             | 391 | 101 |
| H–P             | 322 | 142 |
| H–S             | 367 | 134 |
| H–F             | 567 | 92  |
| H–Cl            | 431 | 128 |
| H–Br            | 366 | 141 |
| H–I             | 298 | 160 |

| mit Kohlenstoff |     |     |
| Bindung         | ΔH  | d   |
| C–H             | 413 | 108 |
| C–O             | 358 | 143 |
| C=O             | 745 | 122 |
| C–N             | 305 | 147 |
| C=N             | 615 | 130 |
| C≡N             | 891 | 116 |
| C–P             | 264 | 184 |
| C–S             | 272 | 182 |
| C=S             | 536 | 189 |
| C–F             | 489 | 138 |
| C–Cl            | 339 | 177 |
| C–Br            | 285 | 194 |
| C–I             | 218 | 214 |

| mit Sauerstoff |     |     |
| Bindung        | ΔH  | d   |
| O=N            | 607 |     |
| O–N            | 201 | 136 |
| O–P            | 335 | 154 |
| O=S            | 420 | 143 |
| O–F            | 193 | 142 |
| O–Cl           | 208 | 170 |
| O–Br           | 234 |     |
| O–I            | 234 |     |

| gleiches Element |     |     |
| Bindung          | ΔH  | d   |
| C–C              | 348 | 154 |
| C=C              | 614 | 134 |
| C≡C              | 839 | 120 |
| H–H              | 436 | 74  |
| N–N              | 163 | 146 |
| N=N              | 418 | 125 |
| N≡N              | 945 | 110 |
| O–O              | 146 | 148 |
| O=O              | 498 | 121 |
| P–P              | 172 | 221 |
| S–S              | 255 | 205 |